# Remicourt (Wogezy)
Remicourt – miejscowość i gmina we Francji, w regionie Grand Est, w departamencie Wogezy.
Według danych na rok 1990 gminę zamieszkiwało 56 osób, a gęstość zaludnienia wynosiła 13 osób/km² (wśród 2335 gmin Lotaryngii Remicourt plasuje się na 989. miejscu pod względem liczby ludności, natomiast pod względem powierzchni na miejscu 1072.).